# Leonid Pyłajew
Leonid Aleksandrowicz Pyłajew (Pawłowski), ros. Леонид Александрович Пылаев (Павловский) (ur. 30 maja 1916 w Dmitrowie, zm. 25/26 marca 1992 w Niemczech) – rosyjski emigracyjny poeta, śpiewak, aktor i publicysta, działacz antykomunistyczny, wojskowy-propagandysta Rosyjskiej Armii Wyzwoleńczej podczas II wojny światowej.

## Życiorys
Urodził się pod nazwiskiem Pawłowski. Pochodził z chłopskiej rodziny. W młodości zaczął pisać wiersze i skecze kabaretowe. Podczas stalinowskich represji w latach 30. w ZSRR został osadzony w łagrze na Workucie. Po ataku wojsk niemieckich na Związek Radziecki 22 czerwca 1941 roku, wstąpił ochotniczo do Armii Czerwonej. Jesienią 1941 roku dostał się do niewoli niemieckiej w rejonie Możajska. Osadzono go w obozie jenieckim, ale po pewnym czasie wyszedł na wolność, deklarując wstąpienie do Rosyjskiej Armii Wyzwoleńczej (ROA). Prawdopodobnie służył w szkole propagandystów ROA w Dabendorfie pod Berlinem. Objeżdżał niemieckie obozy jenieckie dla czerwonoarmistów, śpiewając i grając na akordeonie. Pisał też artykuły do pism pism kolaboracyjnych. Po zakończeniu wojny uniknął repatriacji do ZSRR. Mieszkał w zachodnich Niemczech pod nazwiskiem Pyłajew. Występował z występami artystycznymi w różnych obozach dla uchodźców cywilnych. Współpracował z Narodowym Związkiem Pracujących (NTS) i innymi organizacjami emigracyjnymi. Zaczął pisać artykuły i felietony do rosyjskiej prasy emigracyjnej. Używał pseudonimu Szamrow. Ponadto był autorem wierszy. Od końca lat 40. wydawał pismo satyryczne „Iwan”. Od 1953 roku pracował w Radiu Wolna Europa. Prowadził audycje radiowe pod pseudonimami „Iwan Oktiabriow” i „Andriej Patraszyn”. Wystąpił w kilku filmach zachodnioniemieckich. Był autorem piosenek.